# Kadima
Kadima (hebrejski: naprijed), prijašnje ime Nacionalna odgovornost, izraelska politička stranka koja nastoji postati dio centra.
Osnovao ju je Ariel Sharon, nakon istupanja iz desničarskog Likuda 21. studenog 2005.
Danas je vodi Ehud Olmert.